# كرة ريمان

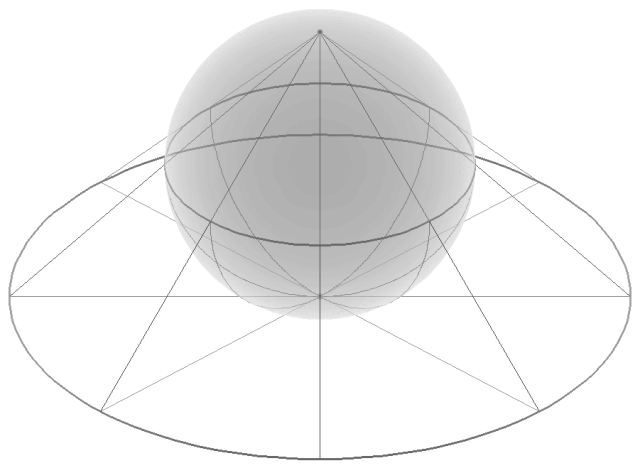
يمكن لكرة ريمان أن ترى كمستوى الأعداد العقدية جعل على كرة (بواسطة شكل ما من stereographic الإسقاط)

في الرياضيات، كرة ريمان، نسبة إلى عَالِم الرياضيات الشهير بيرنارد ريمان، هي النموذج الرياضي الذي يمكن من إظهار المستوى العقدي الممدد (المستوى العقدي إضافة لنقطة في اللانهاية) بحيث يبدو من نقطة اللانهاية ممائلا لشكله عند أي عدد عقدي، بالذات بالنسبة للاستمرارية والاشتقاقية.

## الأعداد العقدية الممتدة
الأعداد العقدية الممتدة هي الأعداد العقدية {\displaystyle \mathbf {C} } بالإضافة إلى المالانهاية {\displaystyle \infty }. مجموعة الأعداد العقدية الممتدة قد تُكتب كـ {\displaystyle \mathbf {C} \cup \{\infty \}}.